# جروب إمبريسيال أنتيكينو
إن جروب إمبريسيال أنتيكينو أو مجموعة الأعمال في أنتيوكيا (GEA ، Grupo Empresarial Antioqueño) (المعروفة أيضًا باسم Sindicato Antioqueño) ، هي تكتل كولومبي يتكون من حوالي 125 شركة ،  يقع معظمها في قسم أنتيوكيا.
على الرغم من عدم وجود مثل هذا الكيان من الناحية القانونية ، إلا أنه يُنظر إليه عمومًا على أنه أول كيريتسو كولومبي.   يتم «التحكم فيها» من قبل أربع شركات رئيسية: بانكولومبيا (البنوك) ، جروبو أرجوس (الأسمنت والطاقة و البنية التحتية) ، جروبو سيورا (التأمين ، المالية) ، جروبو نوتريزا (الأغذية المصنعة). المجموعة ، من خلال هذه الشركات ، لديها 10000 مساهم.  يبلغ دخل GEA لعام 2007 5.5٪ من الناتج المحلي الإجمالي لكولومبيا.